# Manuel Hermoso
Pour les articles homonymes, voir Hermoso et Rojas.
Manuel Antonio Hermoso Rojas, né le 24 juin 1935 à San Cristóbal de La Laguna (îles Canaries) et mort le 17 juin 2025 à Santa Cruz de Tenerife (îles Canaries), est un homme politique espagnol membre de la Coalition canarienne (CC).
Il est maire de Santa Cruz de Tenerife entre 1979 et 1991, député de la province de Santa Cruz de Tenerife en 1986, vice-président du gouvernement des Canaries de 1991 à 1993, et président du gouvernement des Canaries entre 1993 et 1999.

## Biographie

### Formation et vie professionnelle
Manuel Hermoso étudie le génie industriel à Barcelone, puis à Madrid. Devenu titulaire d'un doctorat dans ce domaine en 1961, il retourne sur Tenerife et fonde alors plusieurs entreprises. En 1976, il est nommé délégué de l'Institut national de l'industrie (INI) à Santa Cruz de Tenerife. Il est choisi, un an plus tard, comme directeur de la société de développement industriel des Canaries (SODICAN).

### Maire de Santa Cruz de Tenerife
Membre de l'Union du centre démocratique (UCD), Manuel Hermoso se présente en tête de liste aux élections municipales du 3 avril 1979, dans la ville de Santa Cruz de Tenerife. Sa liste totalise 33,3 % des suffrages exprimés, soit 10 conseillers municipaux sur les 27 à pourvoir. Aussi, le 15 mai, Manuel Hermoso est investi à 43 ans maire de la ville. Santa Cruz est alors la ville la plus importante dirigée par l'UCD.
À la suite de la disparition de l'UCD en 1983, il décide de fonder le Regroupement ténérifain des indépendants (ATI). Au cours des élections municipales du 8 mai suivant, il conduit la liste de l'ATI qui récolte 53,9 % des suffrages exprimés, ce qui lui donne 16 élus au conseil municipal.

### Ascension politique
Lors des élections législatives anticipées du 22 juin 1986, Manuel Hermoso est tête de liste des Regroupements indépendants des Canaries (AIC) dans la circonscription de Santa Cruz de Tenerife. Il recueille 18,4 %, se classant ainsi en deuxième position derrière le PSOE, et se fait alors élire au Congrès des députés. Il intègre alors le groupe des non-inscrits, et siège au sein de la commission des Budgets et de la commission du Régime des administrations publiques. Il démissionne dès le 24 octobre suivant.
Pour les élections locales du 10 juin 1987, il est à la fois chef de file des AIC à l'élection régionale et tête de liste à Santa Cruz de Tenerife. Dans sa ville, il remporte 65,3 % des voix et 21 conseillers sur 27. Au niveau de l'archipel, les AIC comptent 20,1 % et 11 députés, soit 2 de moins que le Centre démocratique et social (CDS). En conséquence, les nationalistes canariens appuient l'élection d'un centriste à la présidence du gouvernement régional.

### Numéro deux de Saavedra
À nouveau chef de file des AIC pour l'élection régionale du 26 mai 1991, Manuel Hermoso renonce à un quatrième mandat municipal. Il installe les nationalistes comme une importante force politique régionale : ils totalisent en effet 22,7 % des suffrages et 16 députés sur 60, derrière le Parti socialiste des Canaries-PSOE, qui compte 23 élus. Cinq semaines après la tenue du scrutin, les deux formations parviennent à un accord de coalition et le 12 juillet, il est nommé vice-président du gouvernement, sous la direction du socialiste Jerónimo Saavedra.

### Président du gouvernement des Canaries
Le 18 mars 1993, Manuel Hermoso est choisi par les différents partis nationalistes canariens comme candidat à la présidence de l'exécutif régional, dans le cadre d'une motion de censure, une décision qui provoque surprise et stupeur chez les socialistes, et qui fait suite à un désaccord au sein de la majorité parlementaire sur le régime fiscal des entreprises. La motion recueille, lors de sa mise aux voix après un débat tendu le 31 mars, 31 voix pour, 23 contre et 6 abstentions, soit l'exacte majorité absolue. Le 5 avril, Manuel Hermoso est officiellement nommé, à 57 ans, président du gouvernement des Canaries, étant ainsi le premier nationaliste à occuper cette fonction.
Pour l'élection régionale du 28 mai 1995, il conduit la Coalition canarienne, qui rassemble la plupart des forces nationalistes de l'archipel. Avec 32,9 % et 21 députés au Parlement, la CC est désormais la première formation politique des Canaries. Bien qu'il ait négocié la formation d'une majorité avec le PSC-PSOE, les mésententes entre les deux partis le conduisent à s'associer avec le Parti populaire des Canaries (PP-C), ce qui garantit sa réélection le 11 juillet, par 37 voix favorables. Il est alors le premier chef de l'exécutif régional à entamer un deuxième mandat consécutif.

### Fin de vie politique
À l'occasion d'une réunion du conseil politique national de la CC le 20 décembre 1998, qui conclut plusieurs semaines de crise au sein de la formation, Manuel Hermoso renonce à postuler pour un troisième mandat, au profit du directeur du service canarien de la santé Román Rodríguez, âgé de 42 ans et classé à gauche au sein de la coalition. Il se retire de la vie politique après l'élection régionale, organisée le 13 juin 1999 et qui voit la CC réaliser son meilleur score historique.
Le 17 juin 2025, Manuel Hermoso meurt à l'âge de 89 ans, à Santa Cruz de Tenerife (îles Canaries).